# العلاقات الأسترالية الكوستاريكية
العلاقات الأسترالية الكوستاريكية هي العلاقات الثنائية التي تجمع بين أستراليا وكوستاريكا.

## مقارنة بين البلدين
هذه مقارنة عامة ومرجعية للدولتين:
| وجه المقارنة                                              | أستراليا                                   | كوستاريكا                                 |
| --------------------------------------------------------- | ------------------------------------------ | ----------------------------------------- |
| المساحة (كم2)                                             | 7.69 مليون                                 | 51.10 ألف                                 |
| عدد السكان (نسمة)                                         | 24.51 مليون                                | 4.91 مليون                                |
| الكثافة السكانية (ن./كم²)                                 | 3.19                                       | 96.09                                     |
| العاصمة                                                   | كانبرا، ملبورن                             | سان خوسيه                                 |
| اللغة الرسمية                                             | لغة إنجليزية                               | اللغة الإسبانية                           |
| العملة                                                    | دولار أسترالي، جنيه إسترليني، جنيه أسترالي | كولون كوستاريكي                           |
| الناتج المحلي الإجمالي (بليون دولار)                      | 1.32 تريليون                               | 57.06 مليار                               |
| الناتج المحلي الإجمالي (تعادل القوة الشرائية) بليون دولار | 1.10 تريليون                               | 74.98 مليار                               |
| الناتج المحلي الإجمالي الاسمي للفرد دولار أمريكي          | 56.31 ألف                                  | 11.26 ألف                                 |
| الناتج المحلي الإجمالي للفرد دولار أمريكي                 | 45.92 ألف                                  | 14.92 ألف                                 |
| مؤشر التنمية البشرية                                      | 0.939                                      | 0.766                                     |
| رمز المكالمات الدولي                                      | +61                                        | +506                                      |
| رمز الإنترنت                                              | .au                                        | .cr، قائمة نطاقات المستوى الأعلى للإنترنت |
| المنطقة الزمنية                                           |                                            | 00                                        |

## منظمات دولية مشتركة
يشترك البلدان في عضوية مجموعة من المنظمات الدولية، منها:
| علم المنظمة | اسم المنظمة                               | تاريخ انضمام أستراليا | تاريخ انضمام كوستاريكا |
| ----------- | ----------------------------------------- | --------------------- | ---------------------- |
|             | يونسكو                                    | 4 نوفمبر 1946         | 19 مايو 1950           |
|             | الفريق المعني برصد الأرض                  | ?                     | ?                      |
|             | مؤسسة التمويل الدولية                     | 20 يوليو 1956         | 20 يوليو 1956          |
|             | المركز الدولي لتسوية المنازعات الاستشارية | 1 يونيو 1991          | 27 مايو 1993           |
|             | منظمة حظر الأسلحة الكيميائية              | ?                     | ?                      |
|             | مؤسسة التنمية الدولية                     | 24 سبتمبر 1960        | 30 يونيو 1961          |
|             | منظمة التجارة العالمية                    | ?                     | ?                      |
|             | وكالة ضمان الاستثمار متعدد الأطراف        | 10 فبراير 1999        | 8 فبراير 1994          |
|             | الاتحاد البريدي العالمي                   | ?                     | ?                      |
|             | الاتحاد الدولي للاتصالات                  | 27 مايو 1878          | 13 سبتمبر 1932         |
|             | منظمة الشرطة الجنائية الدولية             | ?                     | ?                      |
|             | الأمم المتحدة                             | 1 نوفمبر 1945         | 2 نوفمبر 1945          |
|             | البنك الدولي للإنشاء والتعمير             | 5 أغسطس 1947          | 8 يناير 1946           |

## وصلات خارجية
- موقع وزارة الخارجية الأسترالية
- موقع وزارة الخارجية الكوستاريكية